# Йохан (Асебург)
Йохан фон дер Асебург (на немски: Johann von der Asseburg; † между 22 март 1449 и 3 юли 1456) е благородник от рицарския род фон дер Асебург и господар на Хиненбург в Северен Рейн-Вестфалия.

## Произход
Той е най-големият син на Бернд фон дер Асебург († 1420), господар на Хиненбург, и съпругата му Госта фон Шпигел или ван Мензен-Бруххаузен († сл. 1420). Внук е на Бертолд фон дер Асебург († 1377) и Ерментруд фон Амелунксен († сл. 1361). Брат е на Боркхард фон дер Асебург († 1463) и Бернд фон дер Асебург († 1439).

## Фамилия
Йохан фон дер Асебург се жени за Катарина († сл. 1449). Те имат седем деца:
- Бернд фон дер Асебург († 26 март/8 август 1484), женен за Маргарета фон Бюрен († сл. 1494)
- Йохан фон дер Асебург († сл. 1460), женен за Агнес († сл. 1490)

- Дитрих фон дер Асебург († 1497), женен I. за Анна († сл. 1484), II. пр. 29 юни 1486 г. за Аделе фон Хакстхаузен († сл. 1492); от I. брак има 8 деца
- Херман фон дер Асебург († 1463)
- Госта фон дер Асебург († сл. 1456)
- Вернер фон дер Асебург († сл. 1460)
- Агнес фон дер Асебург († сл. 1468)